# 楠通春
楠通春（日语：／ Kusunoki Michiharu，1957年—），日本漫畫家。男性。出身於高知縣。妻子伊藤悠也是一位漫畫家。
代表作有《灣岸競速》系列、《他和搖籃曲》、等，都改編成動畫與真人電影。

## 經歷、人物
1977年，憑藉入選第9屆週刊少年Champion新人漫畫獎佳作（「楠通春」名義）。 其中一位評審石井勇巳讚揚他一生對繪畫的投入，也表示繪製人物和構圖有困難，以及可以看到在表達摩托車重量方面的付出，但與背景的均衡很差，感覺不到重量。
於1979年2月號《月刊少年Champion》（秋田書店）以首次亮相。並收錄於單行本。
《灣岸競速》從1990年開始連載，光是第1系列就連載了18年，並於1999年獲得第23屆講談社漫畫獎一般部門獎。繼續篇《灣岸競速 C1挑戰者》之後，第3部《銀灰色的高速之星》於2014年開始連載。2016年，開始連載第4部《首都高SPL -銀灰色的SPEEDSTER-》。
他發表過許多與汽車、摩托車相關的作品。似乎是保留了自己所有的車，包括拿到駕照後的第1輛車Isuzu 117 Coupé（早期量產車型），還有泡沫經濟鼎盛時期買的法拉利Testarossa和BMW 635CSi等，有時也會在作品中出現。
在為角色命名時，有重複使用特定名字的傾向，特別是在《灣岸競速》的故事裡，出現了三個名為「洸一」的人（有關角色名稱傾向的更多說明，請參閱《灣岸競速》和《再見十二月》）。
愛狗人士，養了一隻名叫的聖伯納犬。也曾出現在其漫畫和《J物語》中。

## 作品列表

### 漫畫
- 他和搖籃曲（日语：あいつとララバイ）（《週刊少年Magazine》，1981年—1989年，講談社，全39冊）
- J物語（日语：J物語）（《週刊Young Magazine》，1983年8月—1984年12月，講談社，全2冊）
- （1985年，講談社〈MY BOOK KC〉 ISBN 978-4063010053）—初期短篇集。
- （《週刊Young Magazine》，1984年、1986年—1995年、2002年，講談社，全32冊）
- 再見十二月（日语：さよならDecember）（1987年，講談社〈Young Magazine KC（日语：ヤンマガKC）〉，全1冊）—早期作品短篇集。
- 灣岸競速（《Big Comic Spirits》1990年—1991年，小學館 → 《週刊Young Magazine》1991年—2008年38號，講談社，全42冊）
  - 灣岸競速 C1挑戰者（《週刊Young Magazine》2008年40號—2012年31號，講談社，全12冊）—《灣岸競速》續篇。
    - 銀灰色的高速之星（日语：銀灰のスピードスター）（）（《Big Comic Spirits》2014年37、38合併號—2015年20號，小學館，全2冊）—曾被宣傳為「灣岸競速」系列最終章[4]。
      - 首都高SPL -銀灰色的SPEEDSTER-（）（《月刊Young Magazine（日语：月刊ヤングマガジン）》2016年19號—，講談社，已出版10冊）
- TOKYO BROKER（日语：TOKYOブローカー (楠みちはるの作品)）（《週刊Young Magazine》2004年8號—11號、22·23合併號—26號、42號—46號，全1冊／未完[來源請求]）—與伊藤悠（日语：伊藤ゆう）作畫同書名但不一樣的作品。
- EIGHT（《週刊Young Magazine》2012年44號—2014年2、3合併號，講談社，全4冊／第1部完）[5]
- 特別的EGOIST（《Big Comic Original》2015年20號—2016年23號，小學館，全3冊／未完[來源請求]）[6]

### 其它
漫畫原作
- TOKYO BROKER（日语：TOKYOブローカー (伊藤ゆうの作品)）（作畫：伊藤悠（日语：伊藤ゆう），《Morning》，1999年—2003年，講談社，全1冊／未完）—與楠通春作畫同書名但不一樣的作品。
- 神的玩笑（日语：神様のジョーカー）（作畫：佐原瑞（日语：佐原ミズ），《Evening》，2015年—2016年，講談社，全3冊）

小說原案
- 灣岸競速 疾走的歌謠（原作漫畫擔當，著：清水草一，1995年7月3日發行）ISBN 978-4-06-324306-2
- 灣岸競速 赤色狂獣（原作漫畫擔當，著：清水草一，1997年11月28日發行）ISBN 978-4-06-324323-9

一般書籍、雜誌發表
- 你的話題就只有車子（講談社KCDX，2006年12月28日發行） ISBN 978-4-06-372235-2—包含發表在雜誌上的論文。
- 想坐卻不想買？汽車評論家K（《別冊Young Magazine（日语：月刊ヤングマガジン）》2008年25號[7]、27號[8][9]、28號[10][11]，樟樹專業製作所：原作 + 構成：楠通春）

作詞
- 森尾由美—（收錄在森尾由美首張專輯《You & Me》，作曲、編曲：馬飼野康二，1983年8月21日發行）

## 相關項目
- 功夫旋風兒—蛭田達也的漫畫作品。與《他和搖籃曲（日语：あいつとララバイ）》同時在《週刊少年Magazine》上連載，《他與搖籃曲》和楠通春本身也在內幕被調侃。